# Сан-Браш-ди-Алпортел
Сан-Браш-ди-Алпорте́л (порт. São Brás de Alportel; /sɐ̃ũ bɾaʃ dɨ aɫpuɾ'tɛɫ/) — муниципалитет в округе Фару, Португалия. Численность населения — 10 тыс. жителей. Входит в регион Алгарви и субрегион Алгарви. Входит в состав городской агломерации Большое Алгарви.

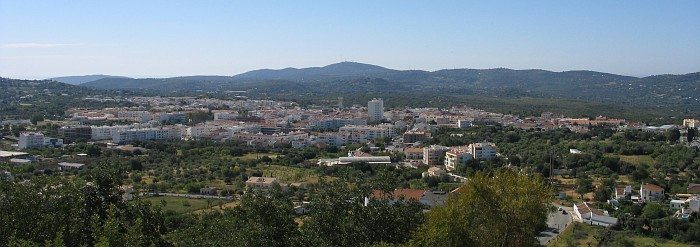
Панорама города

Является членом движения «Медленный город» (итал.  Cittaslow).

## Расположение
Посёлок расположен в центре округа Фару в живописных предгорьях Серра-ду-Мальян на автотрассе Лиссабон — Фару.
Расстояние до:
- Лиссабон — 205 км,
- Фару — 15 км.
- Бежа — 96 км

Муниципалитет граничит:
- на севере и востоке — муниципалитет Тавира
- на юге — муниципалитет Фару
- на западе — муниципалитет Лоле
- на юго-востоке — муниципалитет Ольян

## Население
| 1920   | 1930   | 1960 | 1981 | 1991 | 2001   | 2004   |
| 11 399 | 10 291 | 9058 | 7506 | 7526 | 10 032 | 11 205 |

## История
Муниципалитет основан в 1914 году.

## Районы
| Фрегезии (районы) муниципалитета Сан-Браш-ди-Алпортел | Фрегезии (районы) муниципалитета Сан-Браш-ди-Алпортел | Фрегезии (районы) муниципалитета Сан-Браш-ди-Алпортел | Фрегезии (районы) муниципалитета Сан-Браш-ди-Алпортел | Фрегезии (районы) муниципалитета Сан-Браш-ди-Алпортел | Фрегезии (районы) муниципалитета Сан-Браш-ди-Алпортел | Фрегезии (районы) муниципалитета Сан-Браш-ди-Алпортел |
| ----------------------------------------------------- | ----------------------------------------------------- | ----------------------------------------------------- | ----------------------------------------------------- | ----------------------------------------------------- | ----------------------------------------------------- | ----------------------------------------------------- |
| №                                                     | Наименование                                          | Оригинальное наименование                             | Кол-во жителей чел.(2001)                             | Территория км²                                        | Плотность чел./км²                                    | Почтовый индекс                                       |
| 1                                                     | Сан-Браш-ди-Алпортел                                  | São Brás de Alportel                                  | 10032                                                 | 150,05                                                | 66,86                                                 | 8150-000 SAO BRAS DE ALPORTEL                         |

## Фотогалерея

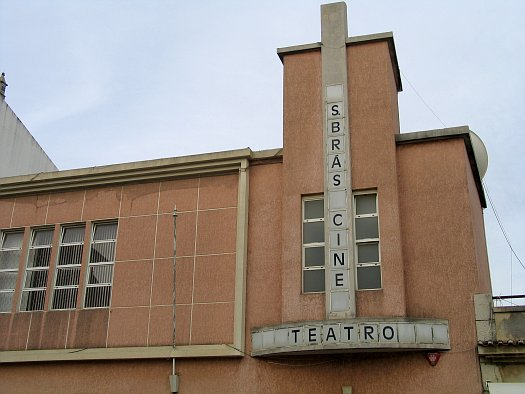
Кинотеатр
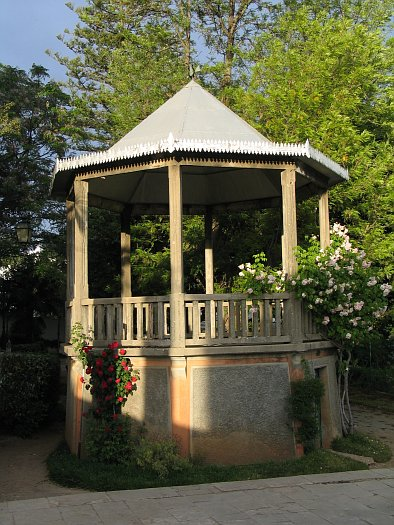
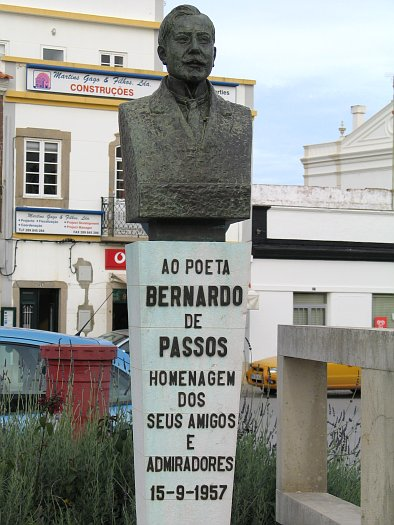
Статуя Бернарду Пассуша
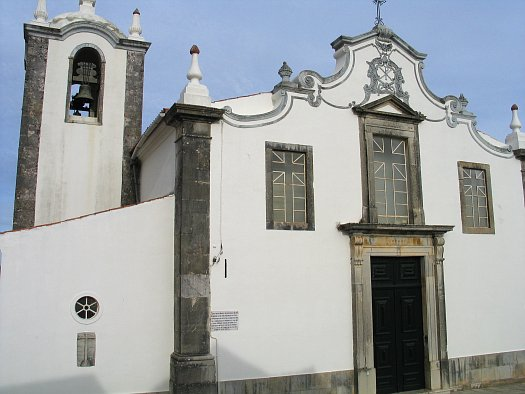
Католическая церковь
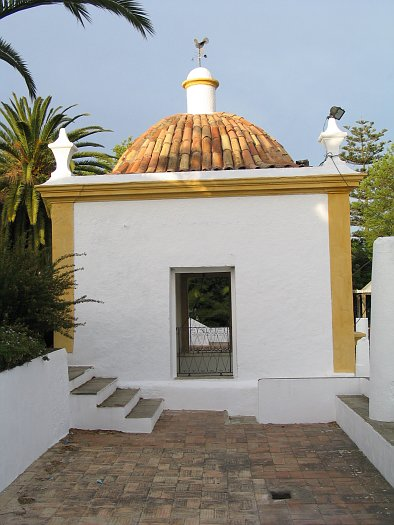
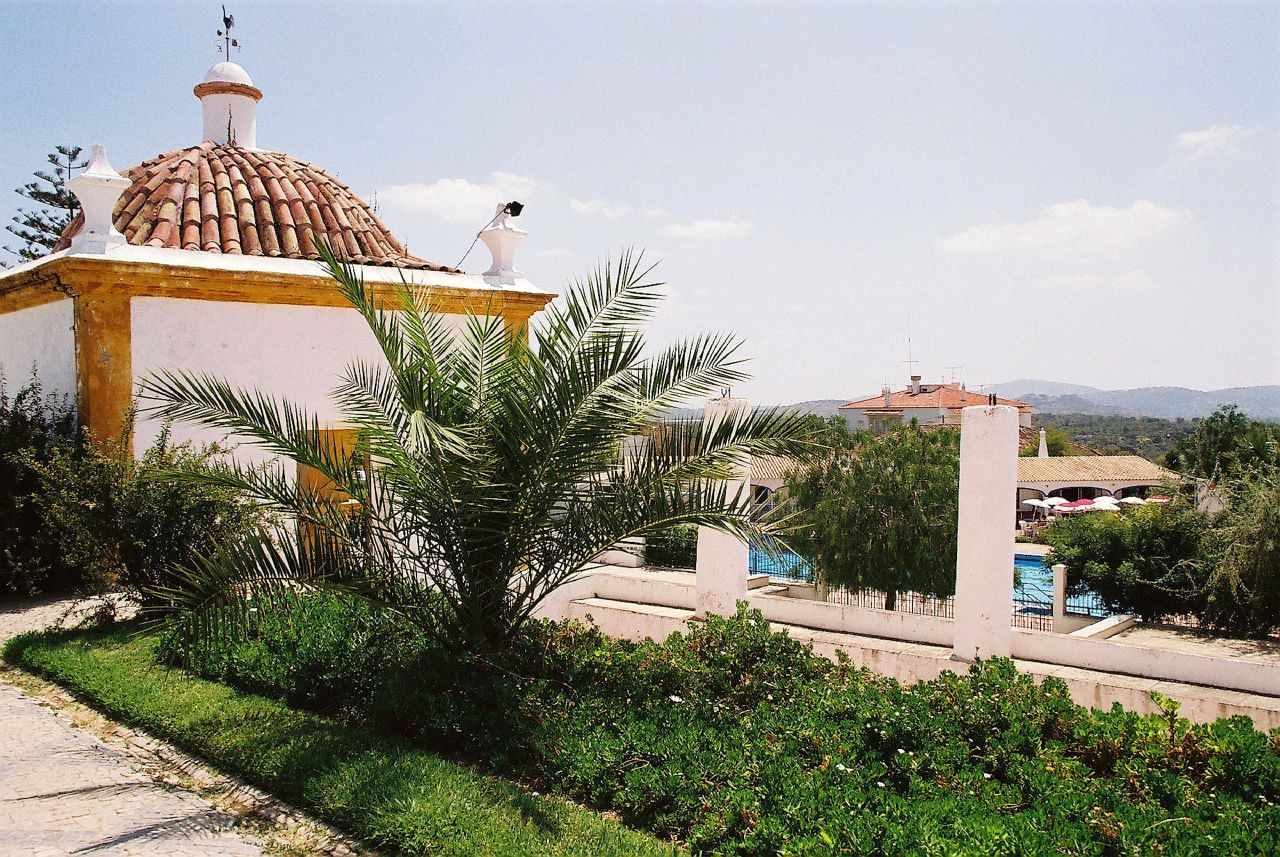
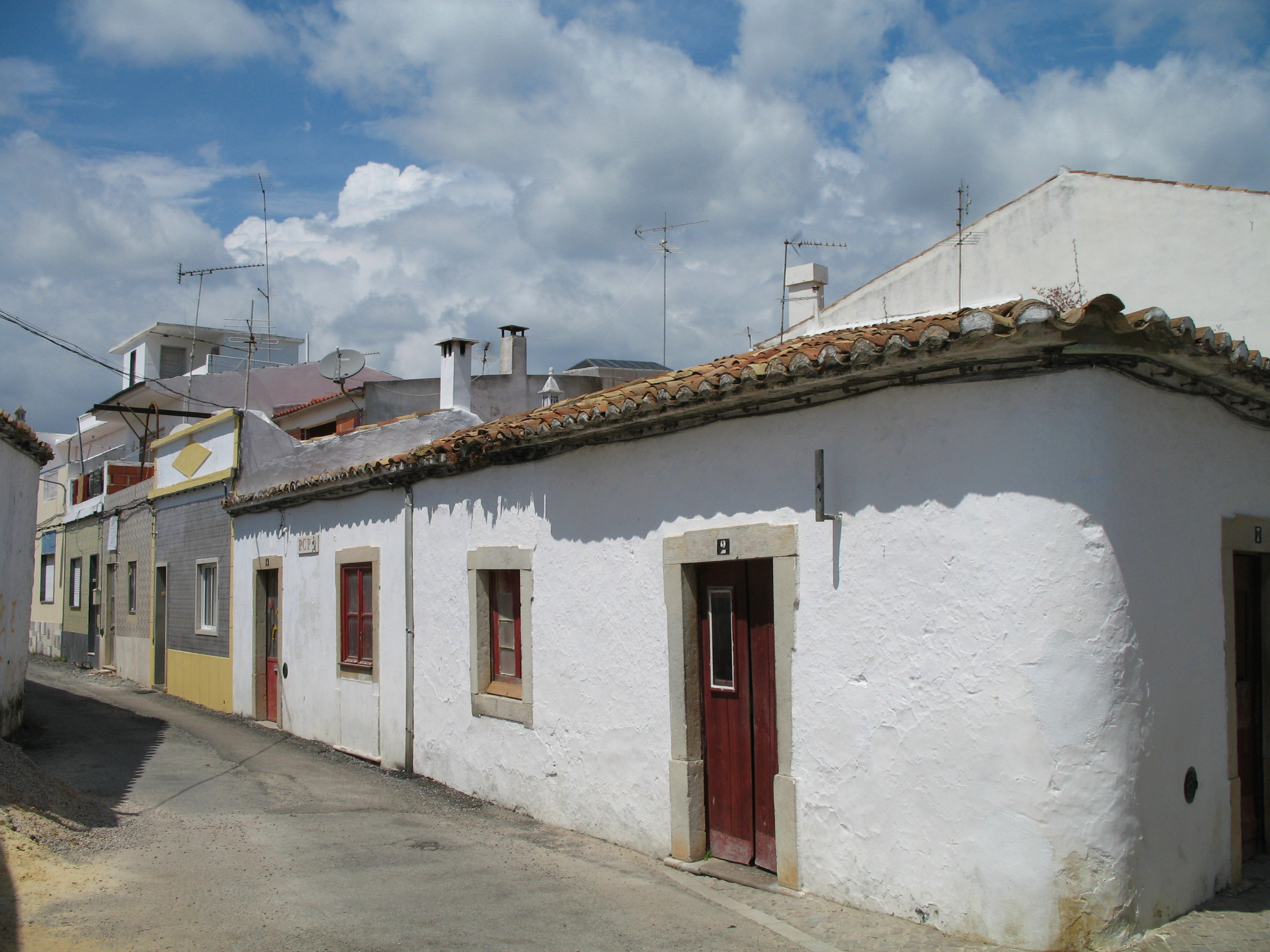
Дома в Сан-Браш-ди-Алпортел